# 포르티투도 베이스볼 볼로냐
포르티투도 베이스볼 볼로냐(Fortitudo Baseball Bologna)는 이탈리안 베이스볼 리그의 프로 야구 팀이다. 이탈리아 에밀리아로마냐주 볼로냐를 연고로 하고 있다. 중국의 프로 팀이 불참하여 중국 프로 팀을 대신해 2013년 아시아 시리즈에 참가하였다.